# Élections municipales de 2026 à Saint-Paul
Pour des articles plus généraux, voir Élections municipales françaises de 2026 et Élections municipales de 2026 à La Réunion.
Les élections municipales de 2026 à Saint-Paul auront lieu en mars 2026. Elles visent au renouvellement du conseil municipal et du conseil communautaire de la communauté d'agglomération du  Territoire de la Côte Ouest.

## Modalités du scrutin

### Dates
Ces élections se tiendront en mars 2026, les dates précises seront annoncées par décret au moins 3 mois avant le scrutin.

### Mode de scrutin
L'élection des conseillers municipaux et communautaires se déroule selon un scrutin de liste à deux tours avec prime majoritaire: les candidats se présentent en listes complètes avec la possibilité de deux candidats supplémentaires. Lors du vote, on ne peut faire ni adjonction, ni suppression, ni modification de l'ordre de présentation des listes. Chaque bulletin de vote comporte deux listes : une liste de candidats aux seules élections municipales et une liste de ceux également candidats au conseil communautaire.
Le nombre de sièges à pourvoir au conseil municipal de Saint-Paul correspond à celui des communes dont la population est comprise entre 100 000 et 150 000 habitants, soit 55 sièges. Les conseillers municipaux sont élus au suffrage universel direct pour une durée de mandat de six ans. L'élection se termine au premier tour en cas de majorité absolue. Le cas échéant, un second tour a lieu. Les listes qui ont obtenu au moins 10 % des suffrages exprimés au premier tour peuvent se présenter au second. Les candidats des listes qui ont obtenu plus de 5 % des suffrages exprimés au premier tour peuvent rejoindre une autre liste.
La liste ayant obtenu le plus de voix se voit attribuer la moitié des sièges, arrondie à l'entier supérieur si nécessaire. Ainsi, la liste majoritaire obtiens automatiquement 28 sièges. Les 27 sièges restants sont attribués à la représentation proportionnelle à la plus forte moyenne aux listes ayant obtenu au moins 5 % des suffrages exprimés au second tour (ou au premier tour en cas de tour unique).

## Contexte

### Scrutin précédent
Les élections municipales de 2020 ont été marquées par une abstention massive en raison de la pandémie de Covid-19, la participation lors du 1er tour étant s'étant effondrée de 62% en 2014 à 46% en 2020.
Sur le plan local, la liste d'union de la gauche menée par Huguette Bello, ancienne maire de la ville et présidente du parti Pour La Réunion, parvient à ravir la mairie au maire sortant Joseph Sinimalé, elle obtient ainsi 45 sièges.
La liste d'union entre Les Républicains et La République en Marche, portée par le maire sortant et ralliée au second tour par les listes de Alain Bénard et Jean-François Nativel, est donc relégué au rôle d'opposition, en conservant les 10 sièges restants du conseil municipal.

## Sondages
Tout sondage d'opinion est affecté par une marge d'erreur.
Une couleur arbitraire est associée à chaque institut de sondage ; ces couleurs sont une aide visuelle et ne correspondent pas à une tendance politique.

## Résultats
|                          |               |       |              |              |             |             |        |        |  |
| Tête de liste            | Tête de liste | Liste | Premier tour | Premier tour | Second tour | Second tour | Sièges | Sièges |  |
| Tête de liste            | Tête de liste | Liste | Voix         | %            | Voix        | %           | CM     | CC     |  |
|                          |               |       |              |              |             |             |        |        |  |
|                          |               |       |              |              |             |             |        |        |  |
|                          |               |       |              |              |             |             |        |        |  |
|                          |               |       |              |              |             |             |        |        |  |
|                          |               |       |              |              |             |             |        |        |  |
| Votes valides            |               |       |              |              |             |             |        |        |  |
| Votes blancs             |               |       |              |              |             |             |        |        |  |
| Votes nuls               |               |       |              |              |             |             |        |        |  |
| Total                    | Total         | Total |              | 100          |             | 100         | 55     | 32     |  |
| Abstention               |               |       |              |              |             |             |        |        |  |
| Inscrits / participation |               |       |              |              |             |             |        |        |  |